# Herb Będzina
Herb Będzina – jeden z symboli miasta Będzin w postaci herbu.

## Wygląd i symbolika
Herb przedstawia na czerwonej tarczy srebrny, ceglany mur obronny z bramą wjazdową, z otwartymi złotymi wrotami z czarnymi okuciami. Na murze dwie srebrne, ceglane, blankowane wieże, z jednym otworem strzelniczym każda. Po bokach wież po jednej srebrnej sześciopłatkowej róży o złotym środku, zaś nad nimi złota królewska korona.
Herb nawiązuje do obronnego znaczenia miasta i jego zasobności. Korona wskazuje na powstanie miasta z woli królewskiej i pozostawanie ongiś własnością króla. Zdaniem Henryka Seroki, kwiaty w herbie nawiązują do Maryi.

## Historia
Wzór herbu wzięto zapewne z królewskiego Krakowa. Najstarszy przekaz pieczęci lakowej z herbem miasta pochodzi z XV wieku. Sama pieczęć nie przetrwała II wojny światowej, lecz zachował się jej rysunek w pracy z okresu międzywojennego Mariana Kantora-Mirskiego. Herb XVII-wieczny różnił się od dzisiejszego tym, że zawierał trzy wieże, a po ich bokach nie było białych róż. Rysunek zaś otaczał stylizowany wieniec z roślin i napis po łacinie „Civitas Regi Bendzinensis”. 3 października 1936 roku Ministerstwo Spraw Wewnętrznych zatwierdziło herb z trzema basztami. Herb ten jednak był według Mariana Gumowskiego błędny. W okresie powojennym na pieczęciach urzędowych miasta widniało godło państwowe. Herb pojawiał się jedynie na pocztówkach i w wydawnictwach okolicznościowych, w wersji zbliżonej do obowiązującej obecnie, to jest z dwoma wieżami. W 2018 roku w statucie miasta formalnie zatwierdzono herb przedstawiający dwie baszty, choć już wcześniej taki jego wizerunek uważano w literaturze za najbardziej poprawny.